# Kalînivske, Semenivka
Kalînivske (în ucraineană Калинівське) este un sat în comuna Tîmonovîci din raionul Semenivka, regiunea Cernihiv, Ucraina.

## Demografie
Componența lingvistică a localității Kalînivske
     Ucraineană (72,41%)
     Rusă (27,59%)
Conform recensământului din 2001, majoritatea populației localității Kalînivske era vorbitoare de ucraineană (72,41%), existând în minoritate și vorbitori de rusă (27,59%).